# Hans von Hutten

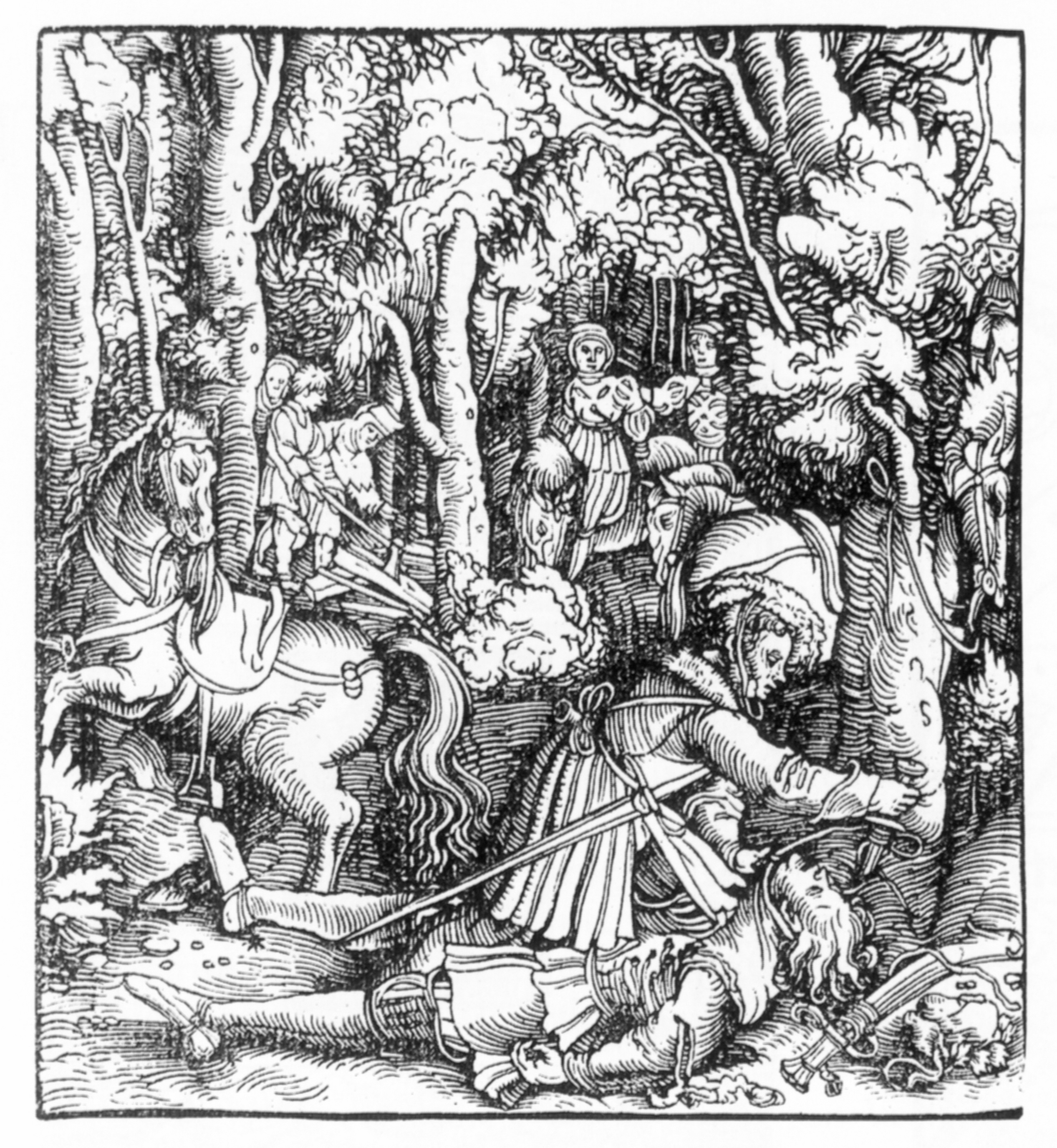
Ulrich von Württemberg ermordet Hans von Hutten, aus: Ulrich von Hutten: Super interfectione…, Mainz 1519

Ursula Thumb von Neuburg

Hans von Hutten (* 1486 auf Burg Trimberg bei Elfershausen, Unterfranken; † 7. Mai 1515 im Böblinger Forst) war Stallmeister des Herzogs Ulrich von Württemberg und wurde von diesem ermordet.

## Leben
Hans von Huttens Eltern waren Ludwig von Hutten zu Frankenberg und dessen Ehefrau Margarethe Speth von Hohenegk und Steingebronn. Als Hofbeamter in württembergischen Diensten pflegte Hans von Hutten mit dem jüngeren Herzog Ulrich zunächst ein freundschaftliches Verhältnis. Doch 1514 führte Huttens Heirat mit Ursula Thumb von Neuburg, der heimlichen Geliebten Ulrichs, zum Bruch: der Ehemann lehnte das Ansinnen des Herzogs ab, ihm bei seiner Gattin freie Hand zu lassen, und machte entgegen seinem Versprechen das Verhältnis publik. Am 6. Mai 1515 bat er um seine Entlassung. Der selbstherrliche Herzog, der seinen Stallmeister des Verrats bezichtigte, gab vor, sich mit ihm versöhnen zu wollen, und lud ihn zur Jagd im Schönbuch ein. Hutten missachtete die Warnungen und ging in die Falle. Der mit einem Harnisch gewappnete Ulrich schickte seine Leute voraus und tötete den nur leicht bewaffneten Hutten mit eigener Hand.
Die Tat wurde nachträglich als Femehandlung getarnt, wodurch sich jedoch die Reichsöffentlichkeit nicht täuschen ließ. Infolge dieses Vorfalls sagten sich 18 Grafen und Edelleute vom Herzog los. Auch seine Frau Sabina nahm dies zum Anlass, sich von ihrem Mann zu trennen. Die Familie von Hutten strengte einen Prozess beim Kaiser an und bereitete gleichzeitig eine großangelegte Fehde vor. Tatsächlich verfiel Ulrich 1516 der Reichsacht – allerdings wohl eher aufgrund von Besitzstreitigkeiten mit dem Schwäbischen Bund. Den Prozess wie den folgenden Kriegszug, der mit der Vertreibung des Herzogs endete, begleitete die Propaganda des Dichters Ulrich von Hutten, eines Vetters des Ermordeten. Insgesamt verfasste und publizierte Ulrich von Hutten fünf Schmähreden sowie den Dialog Phalarismus, in dem der Herzog als gelehriger Schüler des antiken Tyrannen Phalaris auftritt.
Herzog Ulrich warf einigen württembergischen Vögten Hochverrat vor, denn sie sollten sich nach seiner Bluttat an Kaiser Maximilian I. gewandt haben. Er ließ den Vogt von Tübingen, Konrad Breuning, den mehr als siebzigjährigen Vogt von Cannstatt, Konrad Vaut, den Vogt von Weinsberg und den Bruder des Tübingers, Sebastian Breuning, sowie den Bürgermeister von Stuttgart, Hans Stickel im November 1516 verhaften und auf dem Hohenasperg gefangen halten. Nach qualvoller Folter und kurzer Verhandlung wurden die drei Vögte zum Tode verurteilt, nur Hans Stickel kam mit dem Leben davon.

## Epitaph

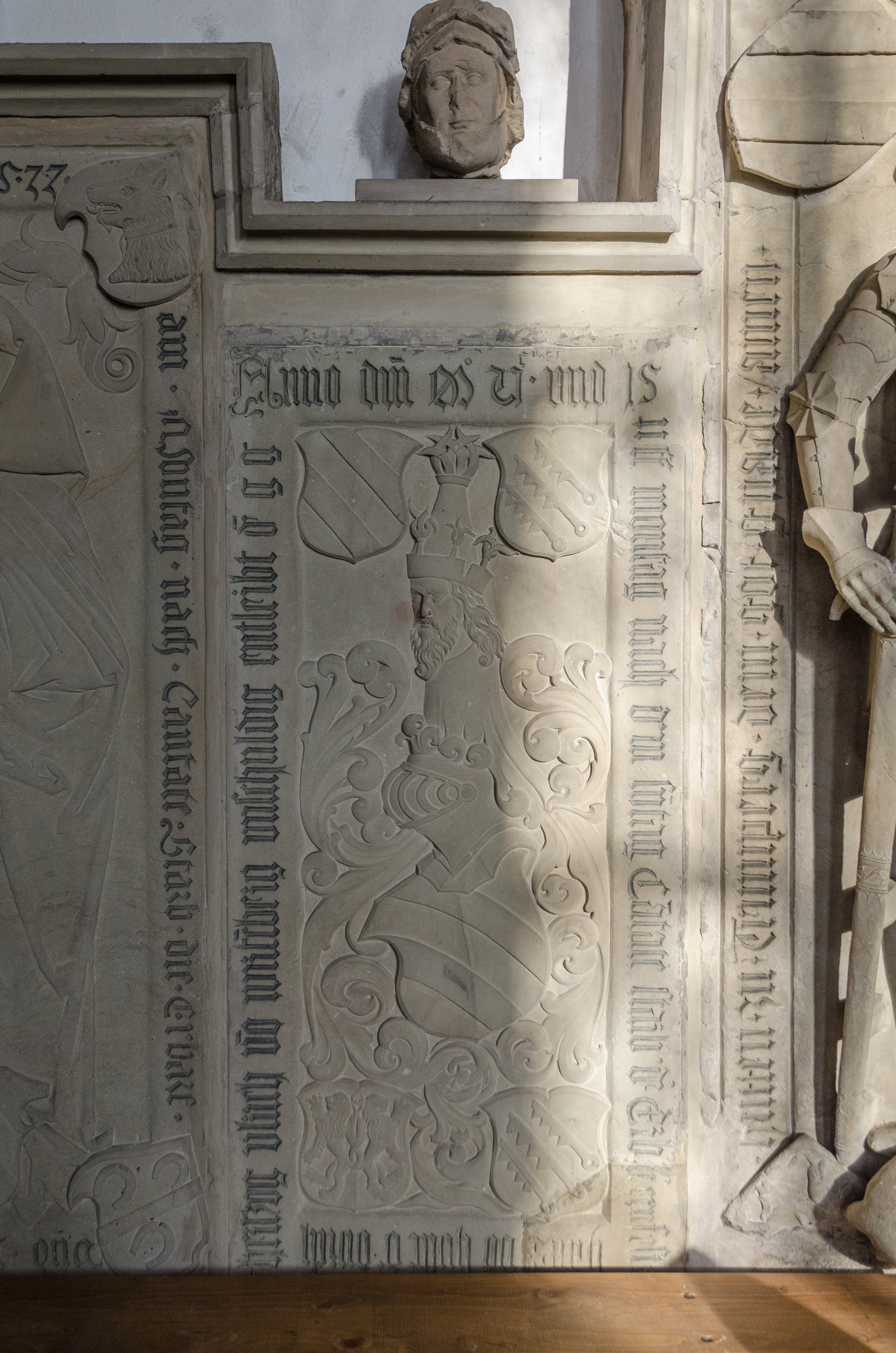
Epitaph für Hans von Hutten in Arnstein

In der Pfarr- und Wallfahrtskirche Maria Sondheim in der Stadt Arnstein in Unterfranken gibt es ein Epitaph, dessen Inschrift den gewaltsamen Tod benennt: „Anno d(o)m(ini) Mo VCo und 15 / uff montag nach dem s(on)ntag Ca(n)tate starb d(e)r E(h)rb(are) u(nd) e(h)r(e)nfeste / hans vo(n) hutte(n) d(e)r durch / hertzog ulrich vo(n) wirt(t)e(m)berg unschuldig entleibt d(e)m g(ott) g(nade)“. Das Epitaph trägt ein zentrales Vollwappen der von Hutten und vier Ahnenwappen der von Hutten, der von Rechberg, der Speth von Hohenegk und der Speth von Neidlingen.